# Rafael Benítez
Rafael „Rafa” Benítez Maudes (Madrid, 1960. április 16.) spanyol labdarúgó, edző. Korábban a Valencia CF, Liverpool FC, FC Internazionale Milano, Chelsea FC, SSC Napoli, Real Madrid, a Newcastle United FC és az Everton vezetőedzője.

## Pályafutása

### Játékosként
A Real Madrid tartalék csapatában játszott.

### Edzőként
Valencia (2001-2004)
Benítezt 2001-ben nevezték ki a Valencia vezetőedzőjének. A választás nagy rizikót hordozott magában, ugyanakkor a spanyol hamar maga mellé állította a szurkolókat a Cúper érához képest jóval támadóbb felfogású futballjával. A szezon végén nagy meglepetésre a csapat bajnoki címet ünnepelhetett.
A következő idényben elért 5. hely már nem volt ennyire kimagasló, ugyanakkor a csapat a BL-ben a legjobb nyolcig jutott, ahol Cúper Intere állította meg őket.
Benítez utolsó, Valenciában töltött szezonjában ismét megnyerte a Spanyol Bajnokságot, valamint az UEFA Kupában is a végső diadalnak örülhetett. Az elnökkel való megromlott kapcsolata miatt azonban Angliába, azon belül is Liverpoolba tette át székhelyét.
Liverpool (2004-2010)
2004-2005
Első szezonjában Benítez nem volt képes jelentős előrelépést produkálni a csapattal a bajnokságban, melyet végül az ötödik helyen zártak. A spanyol az első kupadöntőjét a Ligakupában játszotta, melyet elbukott Mourinho Chelsea-je ellen. A Bajnokok Ligája csoportkörbe való bejutás is nehézséget okozott a szezon elején, majd az egyenes kieséses szakaszba történő kvalifikáció is. Onnantól kezdve azonban beindult a szekér, a Liverpool túljutott a Bayer Leverkusenen és a Juventuson is. A Chelseanek egy vitatott góllal sikerürt visszavágni a Ligakupa után az elődöntőben. A fináléban aztán gyorsan 3 gólos hátrányba került a Liverpool, a második félidőben azonban sikerült ezt kiegyenlíteni. Az isztambuli döntőt végül sikerült megnyerni egy drámai tizenegyes párbajt követően az AC Milan ellen.
2005-2006
Benítez jó néhány változtatást eszközölt a csapaton az előző évi BL győzelem ellenére is. A csapat formája jelentősen feljavult a bajnokságban, mindössze egy ponttal maradtak le a második helyről, de a dobogóra így is odafértek. A Bajnokok Ligájában nem sikerült a címvédés, ugyanakkor ezúttal is játszott a gárda a szezon végén egy, az isztambulihoz nagyon hasonló kupadöntőt. Az FA Kupában a Liverpool túljutott a Manchester United-en és a Chelsea-n is, hogy a fináléban a West Ham ellen játszhasson. A félidőben már 2-0-s hátrányban voltak, a meccs végén pedig megint a kalapácsosok vezettek 3-2-re, de a néhány perces hosszabbításban Steven Gerrard képes volt kiegyenlíteni. A tizenegyespárbajt pedig ezúttal is a Mersey-parti csapat nyerte, Benítez tehát két szezon alatt már a harmadik trófeáját gyűjtötte be – a liverpooliak még 2005 augusztusában megnyerték az Európai Szuperkupát is.
2006-2007
Az új idényben a szaklapok a Liverpoolt tartották a legesélyesebbnek arra, hogy letaszítsák a már két éve bajnok Chelseat. A csapat le is győzte a londoni riválist az Angol Szuperkupa keretein belül, ugyanakkor a Premier League-ben gyorsan eldőlt, hogy Benítezék nem lesznek versenyben a bajnoki címért, köszönhetően a pocsék idegenbeli formának. A Liverpool a szezon végén bejutott a Bajnokok Ligája döntőjébe, ahol ismét a Milan csapatával találkoztak, azonban ezúttal alulmaradtak 2-1-re.
2007-2008
A trófea nélküli szezon leginkább Benítez és az új vezetőség közötti vitákról maradt emlékezetes, ugyanakkor a Liverpool a következő szezonnak is a spanyollal vágott neki.
2008-2009
A nézeteltérések továbbra sem szűntek meg a vezetőség és a menedzser között, ennek ellenére a Liverpool télen még vezette a bajnokságot. A végső győzelem végül nem jött össze, a Manchester United lett a bajnok, négy ponttal többet gyűjtve, mint a Mersey-parti csapat. Benítez ebben a szezonban intézte Sir Alex Fergusson ellen azt az emlékezetes kirohanást..
2009-2010
Benítez utolsó szezonja egészen katasztrofálisra sikeredett Liverpoolban. A megnövekedett adósságok miatt a klubnak el kellett adnia egyik legjobbját, Xabi Alonsot, és ugyan érkeztek a pótlására játékosok, de ők messze nem tudtak ugyanazon a szinten teljesíteni. A csapat kiesett a BL csoportkörben, majd az Európa Ligában is búcsúzni kényszerültek. A bajnokságban csak egy hetedik hely jött össze, ami június 3-án szerződésbontást eredményezett Benítez és a klub között.
Inter (2010)
A történelmi triplázást követően Benítez elvállalta az olasz Internazionale irányítását. Egyáltalán nem volt könnyű dolga, hiszen a keret jelentősen kiöregedő félben volt, ráadásul a játékosok igencsak meg voltak elégedve az előző szezonban elértek miatt. A motiváció hiány egészen csúfos dolgokat eredményezett, az Inter pocsékul szerepelt hazája bajnokságában és a BL csoportkörből is csak másodikként jutott tovább. Egyértelműen érződött, hogy Beníteznek új játékosokra van szüksége ahhoz, hogy a saját rendszerét játszathassa. A spanyol ezt szóvá is tette a Klub Világbajnokság megnyerése után, melyet az elnökség nem díjazott, és a nem megfelelő bajnoki eredményekre hivatkozva  2010. december 23-án menesztették a szakembert. A rövid időszak ellenére a klub két trófeát is nyert Benítezzel, az előbb említett Klub VB mellett az Olasz Szuperkupát is sikerült elhódítani még augusztusban.
Chelsea (2012-2013)
2012. november 21-én nevezték ki fél évre a Chelsea ideiglenes vezetőedzőjének. Irányításával a csapat megnyerte a 2012-13-as Európa Ligát, valamint harmadik helyen végzett a Premier League küzdelmeiben. Liverpool-i múltja miatt azonban a szurkolók kifejezetten nem szerették, ami azt eredményezte, hogy Benítez már kora tavasszal kijelentette, hogy a nyáron elhagyja a csapatot.
Napoli (2013-2015)
2013-2014
Benítez első szezonja Nápolyban kifejezetten jól sikerült. Még a nyáron olyan sztárok érkeztek a csapathoz, mint Gonzalo Higuaín, vagy José María Callejón, akik segítségével az együttes a harmadik helyen végzett a bajnokságban. Ez még önmagában nem volt kiemelkedő, hiszen az előző szezont másodikként zárta a Napoli, ugyanakkor a déliek bejutottak az Olasz Kupa döntőjébe, melyet aztán meg is nyertek.
2014-2015
Az új idényt egy Olasz Szuperkupa győzelemmel indította a Benítez legénység, a folytatás azonban már közel sem sikerült ilyen jól. Annak ellenére, hogy Benítez volt, hogy az általa megvásárolt tizenegy új játékosból rakta ki a csapat kezdőjét, a Napoli lemaradt a BL helyekről a bajnokságban – pont Higuain hibázta el a sorsdöntő büntetőt az SS Lazio elleni sorsdöntő meccsen. Az Európa Ligában pedig ugyan egy vitatható játékvezetői döntés következményeképpen, de szintén nem sikerült kiharcolni a döntőbe jutást. Beníteznek végül nem kínáltak új szerződést a csalódást keltő szezont követően. 
Real Madrid (2015-2016)
Sokak nagy meglepetésére Rafael Benítez váltotta Carlo Ancelottit a madridi kispadon – liverpool-i távozása óta a spanyol reputációja meglehetősen lecsökkent. Végül az aggodalmaskodóknak lett igazuk; a csapat gyorsan jelentős hátrányba került a bajnokságban, a kupából pedig egy adminisztrációs hibát követően zárták ki őket. Benítez végül januárig 14-ig bírta a kispadon. 
Newcastle United (2016-2019)
2016. március 11-én nevezték ki Benitezt a Newcastle United új menedzserének. A cél a bennmaradás kiharcolása volt, mely azonban a drasztikusan feljavuló eredmények ellenére sem jött össze – a spanyolt túl későn szerződtették a Szarkák. A kiesés ellenére Benítez maradt a csapattal, mely egy év távollét után azonnal visszajutott a Premier League-be, megnyerve az Angol Másodosztályt. A 2017-18-as szezonban a Newcastle-nek nem voltak kiesési gondjai, a parádés véghajrának köszönhetően pedig a tabella első felében, a tizedik helyen végeztek. 2019-ben már nem sikerült megismételni ezt a fajta bravúrt, de a gárdának ezúttal sem voltak kiesési problémái. 2019 nyarán távozott a csapattól.

### Magánélete
Édesapja Francisco, aki vendéglátásban dolgozott. Édesanyja Rosario Maudes, aki nagy Real Madrid fanatikus volt, ellentétben férjével aki a városi rivális Atlético Madrid szurkolója volt. Francisco Benítez 2005 decemberében hunyt el, amíg fia Rafael a japán klubvilágbajnokságon volt.
Rafael Benítez 1998-ban feleségül vette Maria de Montserrat-t. Két gyermekük van, Claudia 1999-ben született Madridban, és Ágata, aki 2002-ben született Valenciában.
Benítez folyékonyan beszél spanyolul, angolul és olaszul.

## Sikerei

### Klubcsapat
- AD Parla:
  - Tercera División Grupo VII bajnok: 1981–82

### Menedzserként
- Real Madrid U19:
  - Spanyol U19-es bajnokság: 1992–93
  - Spanyol U19-es kupa: 1990–91, 1992–93
- CF Extremadura:
  - Segunda División ezüstérmes: 1997-98
- CD Tenerife:
  - Segunda División bronzérmes: 2000-01
- Valencia CF:
  - Spanyol bajnokság: 2001–02, 2003–04
  - UEFA-kupa: 2003-04
- Liverpool FC:
  - FA-kupa: 2005–06
  - Angol Szuperkupa: 2006
  - Bajnokok Ligája: 2004–05
  - UEFA-szuperkupa: 2005
- Internazionale:
  - Olasz szuperkupa: 2010
  - FIFA-klubvilágbajnokság: 2010
- Chelsea FC:
  - Európa-liga: 2012-13
- SSC Napoli:
  - Olasz kupa: 2013–14
  - Olasz szuperkupa: 2014

## Edzői statisztika
2022. január 15-én lett frissítve.
| Real Madrid B        | spanyol  | 1993.              | 1995.              | 65   | 26  | 18  | 21  | 40.00 |
| Real Valladolid      | spanyol  | 1995.              | 1996.              | 29   | 5   | 10  | 14  | 17.24 |
| Osasuna              | spanyol  | 1996.              | 1996.              | 11   | 3   | 4   | 4   | 27.27 |
| Extremadura          | spanyol  | 1997.              | 1999.              | 92   | 36  | 26  | 30  | 39.13 |
| Tenerife             | spanyol  | 2000.              | 2001.              | 46   | 23  | 11  | 12  | 50.00 |
| Valencia             | spanyol  | 2001. július       | 2004. június 1.    | 162  | 88  | 41  | 33  | 54.32 |
| Liverpool            | angol    | 2004. június 16.   | 2010. június 3.    | 350  | 194 | 77  | 79  | 55.43 |
| Internazionale       | olasz    | 2010. június 10.   | 2010. december 23. | 25   | 12  | 6   | 7   | 48.00 |
| Chelsea (ideiglenes) | angol    | 2012. november 21. | 2013. május 27.    | 48   | 28  | 10  | 10  | 58.33 |
| Napoli               | olasz    | 2013. május 27.    | 2015. június 3.    | 112  | 59  | 28  | 25  | 52.68 |
| Real Madrid          | spanyol  | 2015. június 3.    | 2016. január 4.    | 25   | 17  | 5   | 3   | 68.00 |
| Newcastle United     | angol    | 2016. március 11.  | 2019. június 24.   | 146  | 62  | 31  | 53  | 42.47 |
| Talien Jifang        | kína     | 2019. július 2.    | 2021. január 23.   | 38   | 12  | 8   | 18  | 31.58 |
| Everton              | Angol    | 2021. június 30.   | 2022. január 16.   | 22   | 7   | 5   | 10  | 31.80 |
| összesen             | összesen | összesen           | összesen           | 1170 | 572 | 280 | 318 | 44.02 |